# Yamada (cràter)
Yamada és un cràter d'impacte en el planeta Mercuri de 17,1 km de diàmetre. Porta el nom del compositor i director d'orquestra japonès Kosaku Yamada (山田 耕筰) (1886-1965), i el seu nom va ser aprovat per la Unió Astronòmica Internacional el 2015.